# Strada militare Bivio Varisello-Giaset-Malamot
La strada militare Bivio Varisello-Giaset-Malamot è una strada militare costruita in Valle di Susa nell'ultimo decennio del XIX secolo per collegare il forte Varisello, posto su una sommità del pianoro del Moncenisio, alla caserma difensiva del Malamot tramite una via carrozzabile e percorribile anche dai mezzi motorizzati.

## Storia
A partire dal 1889 venne costruita, sulla sommità del monte Malamot, una caserma difensiva che, con i suoi armamenti e quelli a suo supporto, posti in prossimità della cima del monte ed a breve distanza, presso l'omonimo colle, avrebbe dovuto contrastare eventuali attacchi nemici che potessero sopravvenire dalla zona del sottostante lago Bianco, dal versante settentrionale del monte Pattacroce e dal colle del Piccolo Moncenisio, difendendo lo sbocco in val Cenischia e quindi nella zona di Susa.

## Tracciato
La strada si dirama dalla strada militare Gran Croce-Bivio Varisello-Batteria Pattacroce poche centinaia di metri a monte del bivio per la diramazione che conduce al forte Varisello a quota 2.037 m s.l.m.; dopo un tratto di circa 1 chilometro si incrocia con la strada militare Bar Cenisio-Lago Rotarel-Bivio Stazione teleferica bassa Giaset che, scendendo, conduce alla strada statale evitando la zona del pianoro del Moncenisio e del Piano di San Nicolao. Oltre tale bivio la strada prende rapidamente quota grazie ai primi dei 36 tornanti complessivi, molti dei quali costruiti dagli uomini del genio militare grazie a muraglioni di pietre a secco su strapiombi sottostanti.
Dopo essere salita di quota ed aver attraversato alcuni tratti in falsopiano, in prossimità del chilometro 6,500 la carrozzabile arriva al Pianoro del Giaset (2650 m s.l.m.), ove si diparte la diramazione che conduce al lago Bianco ed alla stazione alta della teleferica che, partendo dal piano di San Nicolao, giungeva sul piano del Giaset.
Oltre il pianoro la strada riprende in modo molto brusco quota tramite una serie di tornanti e di tratti in brusca pendenza (pendenza media del 10,28%) fino a giungere al colle del Malamot (2850 m s.l.m.), ove arriva la mulattiera militare di 4,200 km che la collega con la batteria Pattacroce; da tale punto la strada prosegue per i restanti 700 metri fino a giungere ai 2.914 m s.l.m. davanti al piazzale della caserma difensiva posta sulla sommità del monte Malamot, a pochi metri dal confine tra Italia e Francia in atto fino al 1947.
La strada militare, migliorata negli anni trenta del XX secolo in concomitanza coi lavori di costruzione delle opere in caverna del Caposaldo Malamot, venne classificata come "carrellabile a semplice transito", con curve di raggio minimo 5 metri, pendenza non superiore al 12%, larghezza di 2,20 metri (anche se in certi punti poteva essere maggiore). Ogni 500 metri era posta una pietra miliare per indicare il chilometraggio progressivo.

## Stato attuale

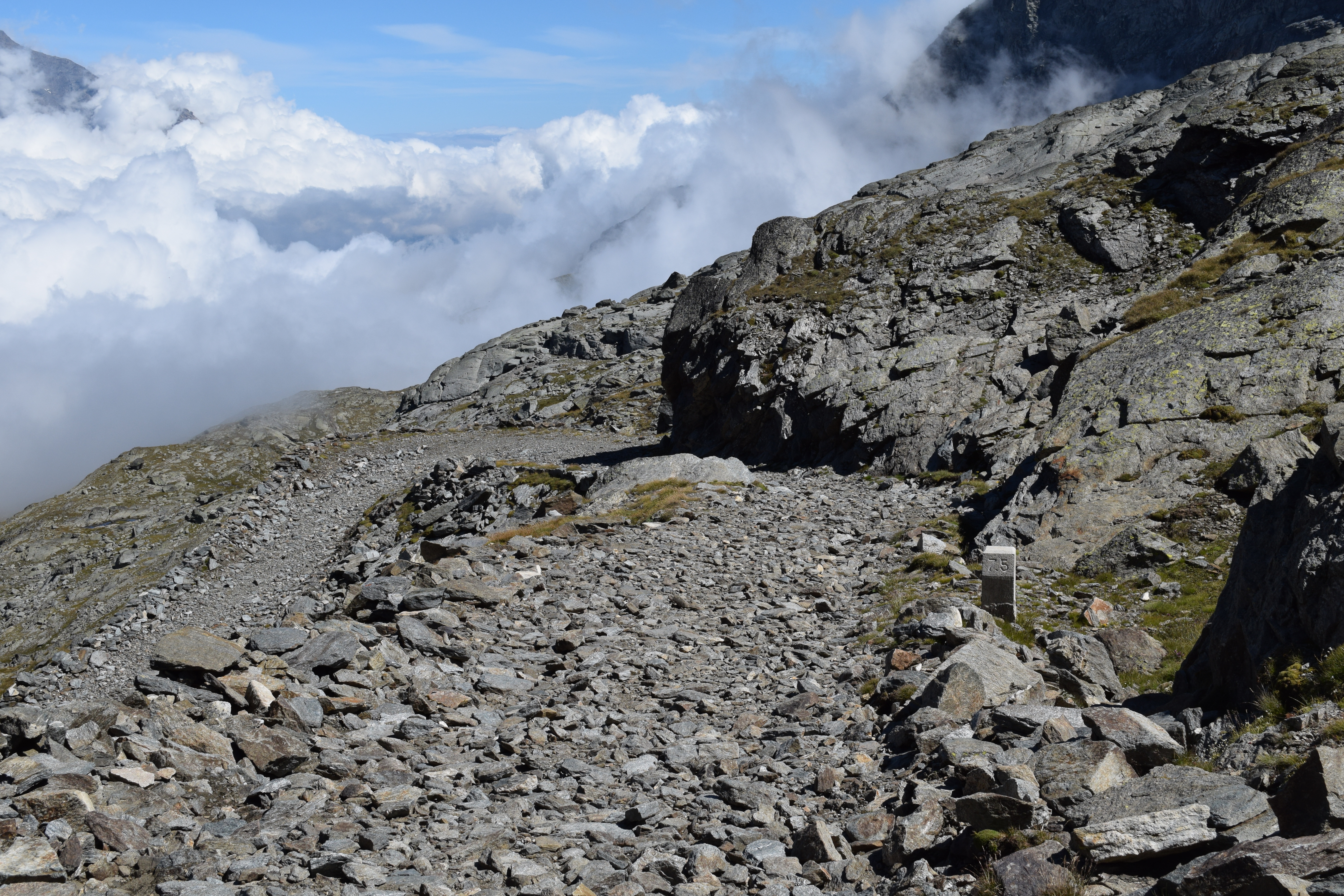
Lo stato attuale della strada militare in prossimità del km 7,500

Attualmente la strada è aperta al traffico veicolare fino al bivio con la strada militare Bar Cenisio-Lago Rotarel-Bivio Stazione teleferica bassa Giaset; oltre tale punto, una sbarra in legno impedisce l'accesso ai veicoli a motore.
Dopo tale punto la strada rimane comunque in buone condizioni di percorribilità, con muretti e muri di sostegno ancora in piedi e buon drenaggio delle acque piovane, fino ai resti dei ricoveri del Giaset (quota 2650 m s.l.m.).
Oltre i ricoveri la strada è in condizioni sempre peggiori finché, tra i chilometri 7 ed 8, i più ripidi di tutta la strada, diventa, in certi punti, impercorribile anche per i cicli (se non per ciclisti altamente allenati). I tornanti in prossimità del km 7,500 sono per buona parte franati a causa delle acque piovane e del gelo invernale. Oltre il colle del Malamot (km 8,000) la strada militare è, attualmente, in cattivo stato anche se migliore rispetto al chilometro precedente; unicamente dopo il km 8,500 le rocce ed i detriti ne hanno occupato quasi completamente la sede, anche se il passaggio per i cicli resto ugualmente possibile.
Bisogna ricordare come, in seguito ai trattati di pace del 1947 tra l'Italia e la Francia, l'intera strada è sotto sovranità francese e assolutamente priva, specialmente nel tratto finale di alta montagna, di qualsiasi opera di manutenzione.